# Стрэттон, Джулиана
Джулиа́на Стрэ́ттон (англ. Juliana Stratton, урождённая Уи́ггинс англ. Wiggins; род. 8 сентября 1965 года, Чикаго) — американский юрист и политик-демократ. Была членом Палаты представителей Иллинойса.
Первая афроамериканская женщина, которая стала вице-губернатором Иллинойса и четвёртая женщина-вице-губернатор штата после Коринн Вуд, Шейлы Саймон и Эвелин Сангинетти.

## Биография
Родилась в семье школьной учительницы и доктора. Выросла в южной части Чикаго, где училась в Кенвудской академии. Получила степень бакалавра наук в Университете Иллинойса Урбане-Шампейне и степень доктора юриспруденции в Университете де Поля.

## Более ранняя карьера
Основала собственную консалтинговую фирму, специализирующуюся на альтернативном разрешении споров. Также она работала посредником, арбитром и судьей по административному праву в нескольких государственных учреждениях. Ранее работала директором Центра общественной безопасности и правосудия при Университете Иллинойса в Чикаго, исполнительным директором Консультативного совета по правосудию округа Кук и заместителем уполномоченного по слушаниям в Департаменте по делам бизнеса и защите прав потребителей города Чикаго, и все это с упором на повышение общественной безопасности и укрепление сообществ. Она также была членом правления Чикагского центра защиты прав детей и входила в Совет директоров Ассоциации защиты несовершеннолетних.

## Палата представителей Иллинойса
В 2016 году бросила вызов однопартийцу и действующему члену Палаты представителей Иллинойса от 5-го избирательного округа Кену Данкину. Она получила одобрение от президента Барака Обамы, а также поддержку от нескольких профсоюзов из-за её поддержки «ухода за детьми, труда и на дому».

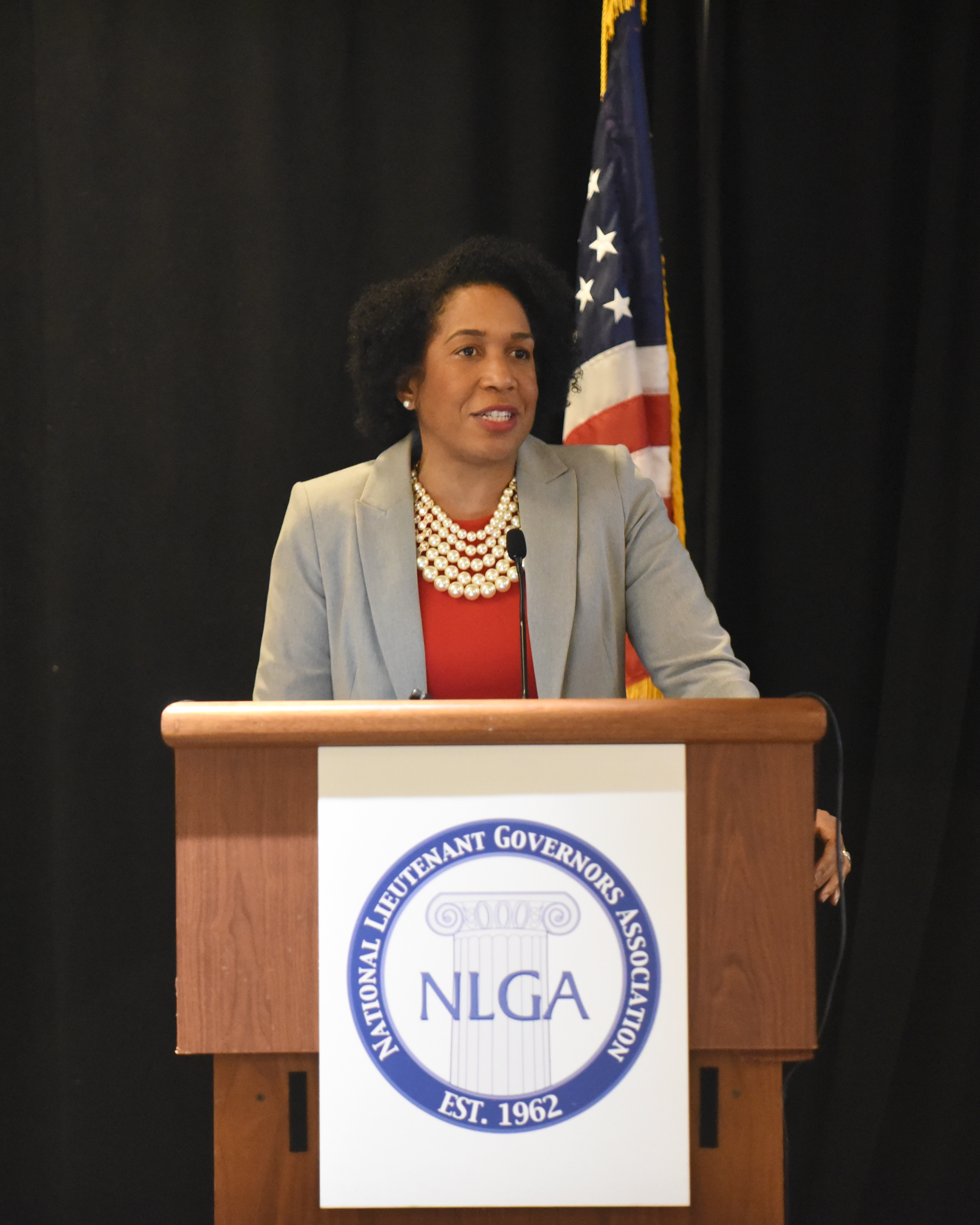
На встрече Национальной ассоциации вице-губернаторов США. Март 2023 г.

В марте 2016 года с большим перевесом победила Данкина, набрав 68 % голосов в первичной гонке, пожертвовав кандидатам в общей сложности 6 миллионов долларов.
8 ноября 2016 года выиграла выборы на безальтернативной основе
К августу 2017 года она внесла 25 законопроектов, из которых 9 были представлены губернатору Брюсу Ронеру, и работала в нескольких комитетах.

## Вице-губернатор
9 августа 2017 года была объявлена напарницей Джея Прицкера на выборах губернатора. В качестве своих приоритетов она назвала дошкольное образование и репродуктивные права женщин в соединении с реформой уголовного правосудия.
7 ноября 2018 года она была избрана вице-губернатором Иллинойса, набрав вместе с Прицкером 54,5 % (против 38,5 % — у республиканцев). На её место в Палате представителей Иллинойса был назначен местными лидерами демократов победитель всеобщих выборов 2020 года Ламонт Робинсон и приведён к присяге 2 января 2019 года.
С момента вступления в должность со слоганом «Справедливость, равноправие и возможности» возглавляет Совет Иллинойса по делам женщин и девочек, Совет губернатора по сельским делам, Совет по военному и экономическому развитию и Координационный совет реки Иллинойс.
В июле 2021 года дала согласие на повторное выдвижение с Прицкером для переизбрания на выборах 2022 года. 9 ноября 2022 года была переизбрана на пост вице-губернатора, набрав вместе Прицкером 54,9 % голосов избирателей  (против 42,3 % — у республиканцев). 9 января 2023 года официально была приведена к присяге.

## Личная жизнь
Замужем, является матерью четырёх дочерей и живёт в Бронзевилле. Она ссылается на своё хобби — марафонский бег и триатлоны, поскольку это дает ей дисциплину, необходимую для проведения суровых предвыборных кампаний. В Чикаго она является членом Чикагской ассоциации адвокатов и городского отделения организации «Джек и Джилл из Америки». 1 января 2020 года была одним из первых покупателей каннабиса на первой продаже наркотика после его легализации в Иллинойсе.